# Dave Strijbos
Dave Strijbos (Boekend, 8 november 1967) is een Nederlandse motorcrossrijder die in midden jaren 1980 veel successen boekte in de 125cc-klasse, en wordt als een van de beste Nederlandse motorcrossers beschouwd.

## Biografie
Dave Strijbos begon zijn motorcrosscarrière al op zeer vroege leeftijd en werd al snel kampioen in de 50cc-klasse. Als twaalfjarige stapte hij op een 125cc-machine. De kenners constateerden toen al dat Dave Strijbos een uitzonderlijk begaafde rijder was, die op het terrein achter de nertsfarm van zijn vader in de Boekend volop de gelegenheid had om te trainen. In 1984 won hij zijn eerste Grand Prix in Stevensbeek. In 1985 werd hij tweede in het wereldkampioenschap van de 125 cc. In 1986 werd hij de jongste kampioen aller tijden voor het merk Cagiva en zette de Belgen Eric Geboers en Georges Jobé in de schaduw. De Nederlander John van den Berk werd tweede. In 1987 werd hij tweede in de 125cc-klasse door een hinderlijke schouderblessure die ernstiger bleek dan gedacht. Latere overwinningen bleven uit door de pijnlijke blessure.

## Palmares
- 1985 - 2e, 125 cc WK - Honda
- 1986 - wereldkampioen 125 cc WK - Cagiva
- 1987 - 2e, 125 cc WK - Cagiva
- 1988 - 2e, 125 cc WK - Cagiva
- 1991 - 1e, Duits 125 cc kampioenschap - Honda
- 1992 - 2e, WK 125 cc- Honda
- 1993 - 3e, Duits kampioenschap 250 cc  - Honda
- 1993 - 3e, WK 125 cc - Honda